# Distrito de San Francisco de Asís de Yarusyacán
El distrito de San Francisco de Asís de Yarusyacán, más conocido simplemente como distrito de Yarusyacán, es uno de los trece que conforman la  provincia de Pasco situada en la parte suroccidental del departamento de Pasco en el centro del Perú. Limita por el norte con los distrito de distrito de Huariaca y el distrito de Pallanchacra; por el este con el distrito de Ticlacayán; por el Sur con el distrito de Yanacancha; por el Oeste con el distrito de Santa Ana de Tusi.
Desde el punto de vista jerárquico de la Iglesia católica forma parte de la diócesis de Tarma, sufragánea de la arquidiócesis de Huancayo.

## Historia
Yarusyacán consiguió ascender a la categoría de distrito el 16 de septiembre de 1961 por Ley número 13693. Hasta entonces era un anexo del distrito de Huariaca. Su creación se realiza con el nombre "San Francisco de Asís" de Yarusyacán y se designó por capital al pueblo de Yarusyacán. Se constituyeron en sus anexos los pueblos de Misharán, Junipalca, Chauyar, Pachacrahuay, Cochacharao, Batanchaca y Machcán.
La ley de creación del flamante distrito fue promulgada por el Congreso de la República el 25 de agosto de 1961, siendo Presidente de la Cámara de Diputados, don Armando de la Flor Valle y Presidente del Senado, don Enrique Martenelli Tizón. Fue aprobada en la casa de gobierno el 16 de setiembre del mismo año. Lleva la rúbrica del Presidente Constitucional del Perú, Manuel Prado Ugarteche.. El nuevo distrito fue instalado el 19 de octubre del mismo año, en una ceremonia sencilla pero de gran significación.

### Gestores para la distritalización
La Comisión de Gestión para la distritalización de Yarusyacan, estuvo integrada por el Personero. Legal, don Marcelino Rivera Roque; Presidente de la Junta Comunal, don Eleodoro Sosa Cabello y Agente municipal, don Froilán Cabello Soto. También colaboraron don Sebastián Yacolca Robles, Vidal Salas Ureta. Dentro de estas personalidades se debe subrayar el nombre de don Alvino Soto Ureta, puesto que él estuvo encargado de acelerar los trámites en la ciudad de Lima.
Don Alvino era carretillero, se dedicaba a la venta de helados, caramelos y demás confites frente al Congreso de la República. Desde su lugar nunca dejó de importunar a los diputados por Pasco, don Justo Armando Cabello y José Ferreyra, quienes estaban viendo el caso.
Siempre, cada vez que los veía, estuvo jaleándoles del saco exigiéndoles que aceleraran el proyecto. Don Alvino, por otro parte, contaba con la colaboración de José Bedoya. Este era un abogado muy hábil que tenía mucha influencia en el Congreso. Es a este personaje que don Mario Salas, hermano mayor de don Vidal, le prometió regalarle una moneda de plata antigua si conseguía la anhelada distritalización.

### Título de Yaruyacán
El 4 de mayo de 1619 se realizó la demarcación territorial del pueblo de Yarusyacán, por entonces se le conocía con el nombre de Yarosyacanes. Esta demarcación la realiza el remensurero Juan de Dios José María de Cadarcio por encargo de la Corona de España.
Según el documento, se deduce que existió un documento anterior, no se sabe si es exactamente sobre la fundación del pueblo o la primera demarcación territorial. La primera opción parece la más probable, puesto que en una parte del documento se puede leer la siguiente versión: "fa fundación segunda nombrada por visa parroquia de la Doctrina de Pallanchacras". Líneas más adelante menciona: "Yllamarle a esta conciliatoria la fundación de este pueblo uniendo a los vecinos de esta parte interesada de las tierras
En la primera versión nos da a conocer que se trata de la segunda fundación, puesto que el pueblo de Yarusyacán fue fundado en 1572. En palabras, el documento llama la segunda fundación al hecho de marcar las tierras de los Yarosyacanes puesto que anteriormente no se hizo.
En la segunda versión encontramos cierta referencia de la unión y fusión de estos pueblos: los Yaros y los Yacanes. Ciertamente esto se maneja desde un punto de vista hipotético, ya que el nombre de Yarosyacanes correspondió también a una subdivisión de la región de los Yaro Llacuases: Yaro Chaupihuaranga, Yaro Yanamate y Yaros yacanes.
Transcribimos a continuación el documento íntegro del Título de los Yarosyacanes, realizado el año de 1619, que es una copia del original que se hizo en 1961, con motivo de afrontar el juicio con la Cerro de Pasco Corporation. Este documento se extravió tras resolverse el litigio de tierras entre los años 1961-1963.

### Instalación del Distrito
La creación e instalación del naciente distrito coincidió con la Reivindicación de las tierras ancestrales de la altura: San Juan de Milpo, Joraoniyoc y Huancamachay. El 4 de octubre al amanecer, los comuneros tomaron posesión de sus tierras al grito de: "Fuera gringos de nuestras tierras!". Por entonces don Vidal Salas había tornado la Personería y se disponía hacer frente a la Cerro de Pasco Corporation, dueña de la Hacienda Paria.
Don Vidal permaneció ocho días en estas tierras en vías de recuperación, luego decidió viajar a Lima. Regresó al cabo de tres días trayendo las buenas nuevas, Yarusyacan había logrado ya su categorización. La noticia la dio a su comunidad en la cumbre de Churca y el pueblo, como es natural, vibró de emoción. La instalación del flamante Distrito se realizó el 19 de octubre, con la participación del diputado Justo Armando Cabello, el Subprefecto de la provincia y otras personalidades.
José Ferreyros asistió a la Ceremonia. Por otra parte, tampoco asistió la población entera, solo los varones. Las mujeres se debieron quedar en las tierras de litigio al cuidado de sus posesiones y ganados. La Instalación se elaboró de una manera sencilla. Hubo discursos, champahada, aguardiente y pachamanca. Los asistentes se sintieron complacidos por el convite. Para la preparación de la pachamanca, por acuerdo de la asamblea, se tuvo que recoger un carnero por cada pueblo.
Ese mismo día, en presencia de nuestros distinguidos visitantes, se procedía a elegir a nuestras primeras autoridades distritales. No hubo sufragio. La elección se realizó por aclamación, mediante el voto directo y por propuestas. Fueron propuestos tres candidatos. Ellos fueron: don Jorge Salas Ureta, Froilan Cabello y Eleodoro Sosa. Contra lo acostumbrado, en una elección su generosidad, los votos no se dieron mediante el levantamiento de manos, sino cada simpatizante pasó a formar una columna de todos de sus candidatos de preferencia. De esta manera le cayó en suerte, al señor Eleodoro Sosa Cabello para ser el primer alcalde del naciente Distrito.

### Primera Junta Edil
La junta edilicia quedó conformada de la siguiente manera:
| ALCALDE               |
| --------------------- |
| Eleodoro Sosa Cabello |

| REGIDORES              |
| ---------------------- |
| Macario Arrieta Gómez  |
| Jorge Salas Ureta      |
| Marcelino Rivera Roque |
| Froilan Cabello Soto   |
| Santiago Yacolca Roque |

De esta manera el Flamante Distrito empezaba a caminar. Ahora dependía de sus ciudadanos y autoridades para encaminarse hacia su desarrollo socioeconómico y ser un pueblo grande.

## Geografía
Este distrito cuenta con un territorio de 17,7 kilómetros cuadrados de superficie.  El mismo que representa el 2.47% de la superficie de la provincia de Pasco.
El distrito de “San Francisco de Asís” de Yarusyacán está situada haca el norte de la ciudad capital de la provincial y región de Pasco; república de Perú y continente de América del Sur. Su capital es la urbe de Yarusyacán, ubicado a 3500 metros sobre el nivel del mar. Se le localiza dentro de las coordenada UTM: E=369,250; N=8840,400 y su distancia promedio con la capital de la provincia es de 22 km en línea recta.

## Economía local
Su producción agrícola principal está compuesta por papas, habas, alluco, eucalipto y cebollas.

## Autoridades

### Municipales
- 2019 - 2022[2]
  - Alcalde: Edward Fidencio Cabello Rosas, de Alianza para el Progreso.
  - Regidores:

  1. Alex Joel Calderón Chamorro (Alianza para el Progreso)
  2. Yolanda Gladys Solís Goñe (Alianza para el Progreso)
  3. Paulo César Rosas Quinto (Alianza para el Progreso)
  4. Nilo Zósimo Chávez Evangelista (Alianza para el Progreso)
  5. Percy Cabello Orellano (Partido Democrático Somos Perú)

Alcaldes anteriores
- 2011 - 2014:[3] César Ángel Aliaga Victorio, del Partido Acción Popular (AP).
- 2007 - 2010: Jorge Raúl Colqui Cabello.

### Policiales
- Comisario: PNP.